# Redenção (Ceará)
Redenção is een Braziliaanse gemeente die ligt in de microregio Baturité, mesoregio Norte Cearense, in de staat Ceará. De gemeente is in 1868 opgericht als Acarape, maar in 1889 is officieel gekend als Rendenção.
Op 1 januari 1883 werd Redenção de eerste slavenvrije plaats in Brazilië, daarom de naam Rendeção (Portugees voor verlossing). 
Tussen 1909 en 1924 werd hier de stuwdam Acarape do Meio aangelegd.
Midden 2008 werd het inwoneraantal geschat op 26.624.

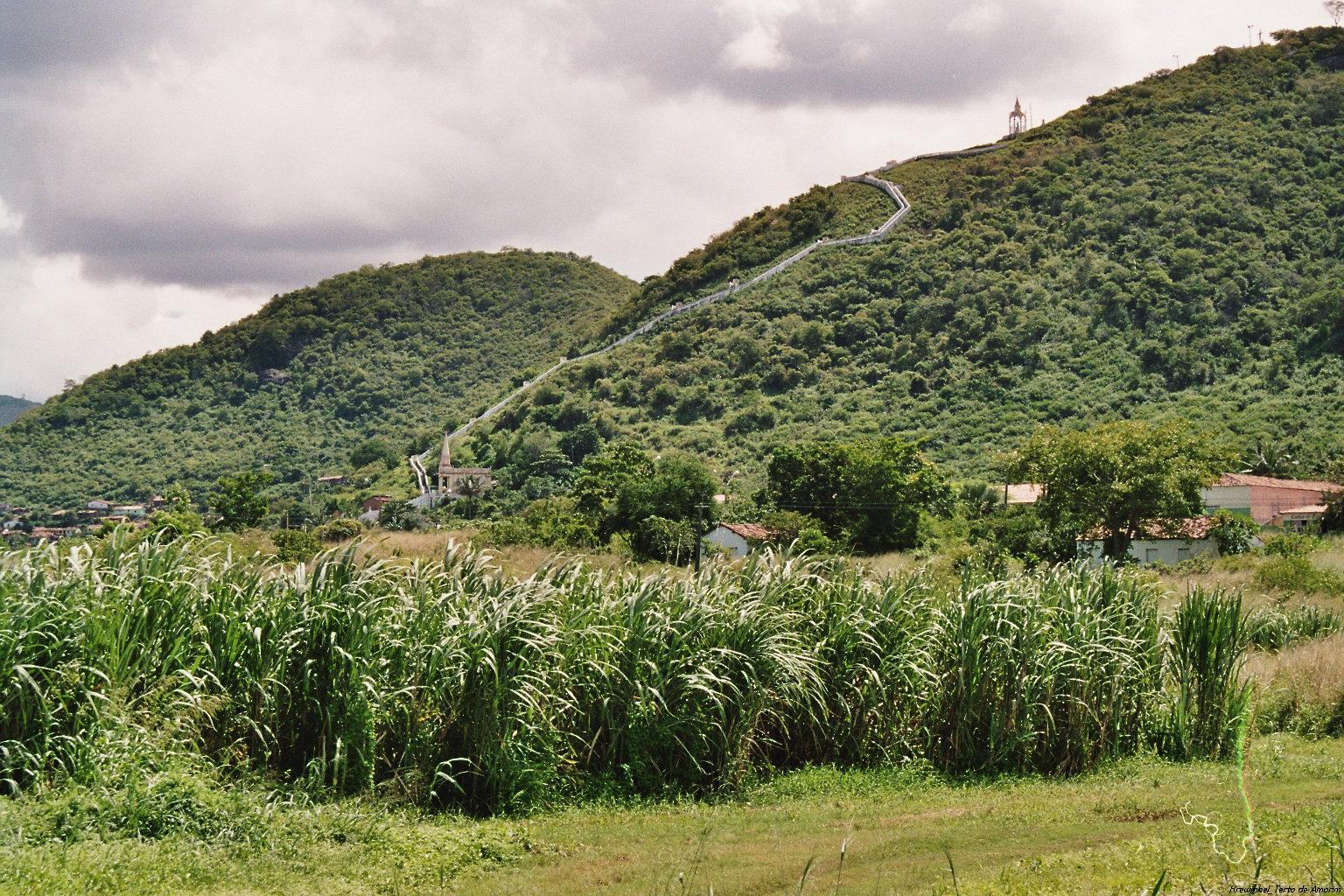
Redenção

Vijf districten behoren tot deze gemeente: 
- Redenção
- Guassi
- Antônio Diogo
- São Gerardo
- Faísca

De gemeente grenst aan Acarape, Palmácia, Aracoiaba, Guaiuba, Baturité, Pacoti, Barreira.